# Lituus
Lituus je vrsta spirale v kateri je kot obratno sorazmeren s kvadratom polmera, kar se lahko v polarnem koordinatnem sistemu zapiše kot:
{\displaystyle r^{2}\theta =k\!\,.}
V odvisnosti od predznaka {\displaystyle r\,}ima krivulja dve veji. Asimptotsko se približuje abscisni osi. Prevoj ima v točki {\displaystyle (\theta ,r)=({\tfrac {1}{2}},{\sqrt {2k}})\,} in {\displaystyle ({\tfrac {1}{2}},-{\sqrt {2k}})\,}
Krivuljo je po rimskem lituusu Roger Cotes poimenoval v zbirki člankov z naslovom Harmonia Mensurarum (1722), ki je bila objavljena šest let po njegovi smrti.